# Museu das Crianças de Caracas
Museu das Crianças de Caracas (Fundación Museo de los Niños)  é um museu localizado em Caracas, capital da Venezuela. A ex-primeira-dama do país, Alicia Pietri, colaborou com a fundação do museu.
O museu foi inaugurado em 7 de agosto de 1982 e visa ensinar as crianças sobre ciência, tecnologia, cultura e artes. 

## História
Para determinar as áreas de conhecimento que o museu e as idades das crianças a quem o Museu de Crianças de Caracas seria dedicado, considerou-se algumas informações. Na pesquisa constavam informações coletadas nos diferentes centros e museus de ciência visitados no exterior, análise dos interesses das crianças, as características da criança e do jovem venezuelano, a necessidade de reforçar o conhecimento adquirido na escola, a falta de institutos onde a criança poderia aprender e desenvolver princípios científicos através do jogo e a convicção de que um museu de ciência e tecnologia tem papel fundamental na popularização e disseminação do conhecimento essencial para melhorar a qualidade de vida de gerações futuras.
Como resultado deste estudo, concluiu-se que as áreas básicas do museu seriam biologia, comunicação, ecologia e física apresentadas através de exposições e experiências voltadas a crianças de 6 a 14 anos.
Anos depois de sua inauguração em 7 de agosto de 1982, foi tomada a exposição de fazer uma exposição permanente sobre os temas da exploração espacial e os avanços da astronomia e astronáutica. Um projeto deste tamanho significava a necessidade de novamente ir atrás de uma ajuda financeira, o que não demorou a surgir.
Em 1987 iniciaram-se os contatos com a NASA e outras instituições dos EUA a fim de definir o que seria apresentado ao público. 
Então, o novo prédio foi inaugurado em 12 de outubro de 1993, o novo edifício aumentou a capacidade de visitantes, multiplicou o número de armários e serviços ao público em geral. O paisagismo original do parque central foi respeitado e, além disso, foram criadas áreas verdes em torno do parque infantil que foi instalado para aumentar o lazer das crianças e visitantes do museu. 
A Fundação Museu das Crianças pretende contribuir com a formação e recreação da infância, através da divulgação da ciência, da cultura, da arte e dos valores de nossa sociedade. Para que isso acontecesse, foi criado o Museu das Crianças de Caracas. 
Em 5 de agosto de 1982, o museu se tornou o primeiro museu infantil da América Latina, em sua atual sede, no Complexo Parque Central, localizado no centro da cidade. 